# 7917 Hammergren
7917 Hammergren este un asteroid din centura principală de asteroizi.

## Descriere
7917 Hammergren este un asteroid din centura principală de asteroizi. A fost descoperit pe 2 martie 1981 la Siding Spring de Schelte J. Bus. Asteroidul prezintă o orbită caracterizată de o semiaxă mare de 2,41 ua, o excentricitate de 0,13 și o înclinație de 8,7° în raport cu ecliptica.